# Sphecodes ephippius
Sphecodes ephippius là một loài Hymenoptera trong họ Halictidae. Loài này được Linné mô tả khoa học năm 1767.

## Hình ảnh

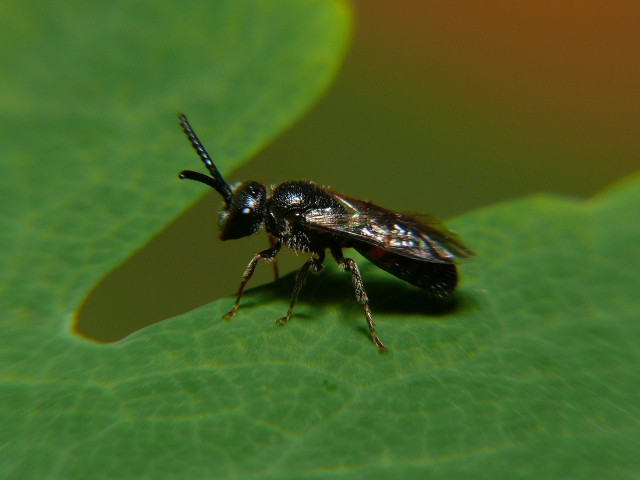